# Isle of Man TT 1925
De Isle of Man TT 1925 was de veertiende uitvoering van de Isle of Man TT. Ze werd verreden op de Snaefell Mountain Course, een stratencircuit op het eiland Man.
| 1925 | - Eerste coureur wint twee wedstrijden in één week (Wal Handley Rex-ACME, Junior TT en Ultra-Lightweight TT) - Eerste ronde boven 60 mph in de Lightweight TT (Wal Handley, Rex-ACME). - Ronderecord (54,12 mph) en record racegemiddelde (53,45 mph) in de Ultra-Lightweight TT (Wal Handley, Rex-ACME). - Ronderecord en record racegemiddelde (65,02 mph) in de Junior TT (Wal Handley, Rex-ACME). - Ronderecord (57,18 mph) in de Sidecar TT (Freddie Dixon / Walter Denny, Douglas) |

## Algemeen
In 1925 keerden de kansen voor Wal Handley en het team van Rex-ACME. Hij had al twee keer de snelste ronde in een race gereden, om vervolgens uit te vallen. Dat gebeurde in de Lightweight TT van 1922 en de Lightweight TT van 1923, terwijl hij in 1924 in twee klassen uitviel na aan de leiding te hebben gereden. Dit keer won hij twee klassen, en daarmee was hij de eerste coureur die daarin slaagde. Howard R. Davies had zijn eigen machines gebouwd, de HRD's met JAP-motor, waarmee hij tweede werd in de Junior TT en de Senior TT won. Wegens gebrek aan belangstelling werden zowel de Ultra-Lightweight TT als de Sidecar TT na dit jaar afgeschaft.

### Passages
Intussen kon de speaker via luidsprekers het publiek, vooral bij de TT Grandstand, goed op de hoogte houden van het verloop van de races. De tijden werden doorgebeld vanaf Ballig, Sulby, Ramsey, the Bungalow Hotel, The Keppel Hotel bij Creg-ny-Baa en uiteraard Signpost Corner.

## Senior TT
Zes ronden (364 km), motorfietsen tot 500 cc.
Howard R. Davies was erg succesvol met zijn zelfbouw-HRD. Hij versloeg alle fabrieksteams en won met bijna vier minuten voorsprong op AJS-rijder Frank Longman. De Douglas-rijders ondervonden allemaal problemen en geen van hen haalde de finish.

### Uitslag Senior TT
| Pos | Coureur          | Merk           | Tijd      | Snelheid  |
| --- | ---------------- | -------------- | --------- | --------- |
| 1   | Howard R. Davies | HRD-JAP        | 3:25"25'8 | 66,13 mph |
| 2   | Frank Longman    | AJS            | 3:29"10'0 | 64,95 mph |
| 3   | Alec Bennett     | Norton         | 3:30"08'0 | 64,05 mph |
| 4   | Tom Bullus       | P&M            | 3:39"16'0 | 61,96 mph |
| 5   | Harry Langman    | Scott          | 3:39"49'0 | 61,18 mph |
| 6   | Les Randles      | Sunbeam        | 3:40"45'0 | 61,54 mph |
| 7   | C. Waterhouse    | Sunbeam        | 3:40"52'0 | 61,51 mph |
| 8   | Achille Varzi    | Sunbeam        | 3:42"59'0 | 61,49 mph |
| 9   | Harold Willis    | Montgomery-JAP | 3:43"48'0 | 60,70 mph |
| 10  | F. Tetsall       | Sunbeam        | 3:46"43'0 | 59,03 mph |
| 11  | R. Crauford      | Norton         |           |           |
| 12  | S. Ollerhead     | DOT-JAP        |           |           |
| 13  | Tom Simister     | Norton         |           |           |
| 14  | Tom Sheard       | New Hudson     |           |           |
| 15  | I. Macaya        | Norton         |           |           |
| 16  | J. Stuart        | Norton         |           |           |
| 17  | E. Searle        | Norton         |           |           |
| 18  | C. Young         | Triumph        |           |           |

### Niet gefinisht
| Coureur        | Merk                   | Oorzaak |
| -------------- | ---------------------- | ------- |
| Freddie Dixon  | Douglas                | Val     |
| George Dance   | Sunbeam                |         |
| Graham Walker  | Sunbeam                |         |
| Gus Kuhn       | Douglas                |         |
| Jimmie Simpson | AJS                    | Bougie  |
| Joe Craig      | Norton                 |         |
| Jock Porter    | New Gerrard-Blackburne |         |
| Jim Whalley    | Douglas                |         |
| Vic Anstice    | Douglas                |         |

## Junior TT
Zes ronden (364 km), motorfietsen tot 350 cc.
In de Junior TT kwam eindelijk de lang verwachte eerste overwinning van de jonge Walter Handley. Met zijn Rex-ACME reed hij een nieuw ronde- en racerecord en hij finishte bijna vier minuten voor Howard R. Davies met zijn zelfbouw-HRD. AJS-fabrieksrijder Jimmie Simpson was niet blij met zijn derde plaats, Hij dacht gewonnen te hebben, maar had waarschijnlijk signalen van zijn team onderweg verkeerd begrepen, waardoor hij langzamer was gaan rijden.
| Pos | Coureur          | Merk                  | Tijd      | Snelheid  |
| --- | ---------------- | --------------------- | --------- | --------- |
| 1   | Wal Handley      | Rex-ACME              | 3:28"56'4 | 65,02 mph |
| 2   | Howard R. Davies | HRD-JAP               | 3:32"42'0 | 63,87 mph |
| 3   | Jimmie Simpson   | AJS                   | 3:39"20'0 | 61,89 mph |
| 4   | Charlie Hough    | AJS                   | 3:49"58'0 | 59,07 mph |
| 5   | H. Harris        | HRD-JAP               | 3:50"47'0 | 58,87 mph |
| 6   | Len Horton       | New Imperial          | 3:52"26'0 |           |
| 7   | C. Young         | Royal Enfield         | 3:53"25'0 |           |
| 8   | Charlie Dodson   | Sunbeam               | 3:56"24'0 |           |
| 9   | F. Tetsall       | Sunbeam               | 3:59"08'0 |           |
| 10  | R. Mundey        | New Hudson            | 4:00"55'0 |           |
| 11  | J. McGowan       | Matador-JAP           | 4:01"43'0 |           |
| 12  | G. Stanard       | Grindlay-Peerless-JAP | 4:02"14'0 |           |
| 13  | R. Gelling       | New Imperial          | 4:07"47'0 |           |
| 14  | F. Marston       | Montgomery-JAP        | 4:16"10'0 |           |
| 15  | T. Cordiner      | Matador-JAP           | 4:16"26'0 |           |
| 16  | C. Merrill       | Rex-ACME              | 4:24"06'0 |           |
| 17  | F. Reynard       | Royal Enfield         | 4:34"17'0 |           |
| 18  | A. Austin        | BSA                   | 4:45"45'0 |           |
| 19  | Tom Sheard       | Douglas               |           |           |
| 20  | B. Kershaw       | New Hudson            |           |           |

| Coureur         | Merk                   | Oorzaak        |
| --------------- | ---------------------- | -------------- |
| Jim Whalley     | Douglas                |                |
| Edwin Twemlow   | New Imperial           |                |
| Frank Longman   | AJS                    |                |
| Freddie Dixon   | Douglas                |                |
| George Dance    | Sunbeam                |                |
| Gus Kuhn        | Velocette              |                |
| Kenneth Twemlow | New Imperial           |                |
| Stanley Woods   | Royal Enfield          | Gebroken stuur |
| Achille Varzi   | Sunbeam                |                |
| Jock Porter     | New Gerrard-Blackburne |                |
| Paddy Johnston  | Cotton-Blackburne      |                |

## Lightweight TT
Zes ronden (364 km), motorfietsen tot 250 cc.
Bijna had Wal Handley drie races in een week gewonnen. In de Lightweight TT bouwde hij al in de eerste twee ronden een voorsprong van ruim twee minuten op zijn vriend en landgenoot Paddy Johnston, maar door een lekke band viel hij bij Signpost Corner, waarbij ook zijn koppeling vernield werd. Johnston moest uiteindelijk Eddie Twemlow ook voorlaten, maar hij finishte voor Eddie's broer Kenneth.
| Pos | Coureur         | Merk              | Tijd      | Snelheid  |
| --- | --------------- | ----------------- | --------- | --------- |
| 1   | Edwin Twemlow   | New Imperial      | 3:55"18'0 | 57,74 mph |
| 2   | Paddy Johnston  | Cotton-Blackburne | 3:58"51'0 | 56,86 mph |
| 3   | Kenneth Twemlow | New Imperial      | 4:03"19'0 | 55,83 mph |
| 4   | J. Cooke        | DOT-JAP           | 4:05"41'0 | 55,29 mph |
| 5   | Doug Prentice   | P&P               | 4:27"39'0 | 50,76 mph |

| Coureur       | Merk                   | Oorzaak            |
| ------------- | ---------------------- | ------------------ |
| Len Horton    | New Imperial           | Motor              |
| Wal Handley   | Rex-ACME               | Koppeling          |
| Stanley Woods | New Imperial           | Motor              |
| Jock Porter   | New Gerrard-Blackburne | Gebroken tuimelaar |

## Ultra-Lightweight TT
Vier ronden (243 km), motorfietsen tot 175 cc.
In de Ultra-Lightweight TT werd Wal Handley de eerste coureur die twee races in een week won. Hij reed een nieuw ronderecord en een record racegemiddelde. Jock Porter's New Gerrard sloeg pas aan aan het einde van de pit, waardoor Paddy Johnston, die vijf seconden later was gestart, hem al passeerde. Ook Charlie Dodson startte slecht. Porter passeerde Sulby echter als eerste. In de vierde ronde ging Handley Porter bij Sulby voorbij. Omdat hij twee minuten na Porter gestart was, reed hij dus ruim aan de leiding. Zijn vriend Paddy Johnston werd met een Cotton tweede, met ruim zes minuten achterstand. Er was maar weinig belangstelling voor de race: slechts zeven deelnemers verschenen aan de start.
| Pos | Coureur        | Merk                   | Tijd      | Snelheid  |
| --- | -------------- | ---------------------- | --------- | --------- |
| 1   | Wal Handley    | Rex-ACME               | 2:49"27'0 | 53,45 mph |
| 2   | Paddy Johnston | Cotton-Blackburne      | 2:55"54'0 | 52,08 mph |
| 3   | Jock Porter    | New Gerrard-Blackburne | 2:57"40'0 | 50,98 mph |
| 4   | F. Morgan      | Cotton-Blackburne      | 3:03"18'0 | 49,41 mph |
| 5   | C. Barrow      | Excelsior-Villiers     |           |           |
| 6   | Charlie Dodson | DOT-Villiers           |           |           |

| Coureur | Merk               | Oorzaak |
| ------- | ------------------ | ------- |
| N. Hall | Excelsior-Villiers |         |

## Sidecar TT
Drie ronden (182 km), zijspancombinaties tot 600 cc.
Freddie Dixon reed weliswaar een nieuw ronderecord, maar in de derde ronde liep zijn motor bij Crosby al slecht om bij Ballacraine stil te vallen. Zijn Douglas-teamgenoot Hatton kreeg in Kirk Michael een ongeluk door een gebroken voorvork. Hij liep daarbij een shock op. Al met al zouden de amateurs de race beslissen. Len Parker won de Sidecar TT voor A. Taylor.
| Pos | Coureur        | Bakkenist    | Merk            | Tijd      | Snelheid  |
| --- | -------------- | ------------ | --------------- | --------- | --------- |
| 1   | Len Parker     | Ken Horstman | Douglas RA      | 2:44"01'8 | 55,22 mph |
| 2   | A. Taylor      | Onbekend     | Norton Model 25 | 2:45"58'0 | 54,57 mph |
| 3   | George Grinton | Tony Mahon   | Norton Model 25 | 2:46"45'0 | 54,31 mph |
| 4   | Frank Longman  | Onbekend     | AJS             | 2:59"10'0 | 50,55 mph |
| 5   | Jimmie Simpson | Onbekend     | AJS             | 3:01"53'0 | 49,79 mph |
| 6   | O. Bridcutt    | Onbekend     | Dunelt          | 3:03"34'0 | 49,34 mph |

| Coureur       | Bakkenist    | Merk            | Oorzaak         |
| ------------- | ------------ | --------------- | --------------- |
| Freddie Dixon | Walter Denny | Douglas RA      |                 |
| George Tucker | Walter Moore | Norton Model 25 |                 |
| Graham Walker | Onbekend     | Sunbeam         |                 |
| Harry Langman | Onbekend     | Scott           | Versnellingsbak |
| Harry Reed    | Onbekend     | DOT-JAP         | Achterrem       |
| L. Driscoll   | Onbekend     | Norton Model 25 | Tuimelaarlager  |
| F. Hatton     | Onbekend     | Douglas RA      | ongeval         |

## Trivia

### Jonge toeschouwer
De anderhalf jaar oude Murray Walker bekeek deze TT vanaf de arm van zijn moeder. Die zag haar echtgenoot Graham uitvallen in de Senior TT en in de Sidecar TT. Graham zou later verslaggever voor de British Broadcasting Corporation worden en toen hij stopte nam zoon Murray het van hem over. Hij zou een van de beroemdste verslaggevers van motorraces en Formule 1-races worden.

### Saaie race
Hoewel de speaker nu de doorkomsttijden over vrijwel het hele circuit kon doorgeven, had hij in de derde ronde van de Ultra-Lightweight TT niet veel te doen. Daarom riep hij maar om dat de marhals bij Governor's Bridge niet genoeg bier kregen. Het publiek riep daarop terug dat ze maar naar "Porter" moesten vragen. Porter was een biermerk, maar Jock Porter reed in de race.

### Geschoren
Hoewel men na de race spottend zei dat de bakkenist van Harry Reed "goed geschoren" was, had hij toch lichte verwondingen. Bij zijn laatste doorkomst in Braddan had hij een muurtje geraakt, waardoor hij schaafwonden in zijn gezicht had opgelopen. Zijn stofbril was daarbij afgerukt.
1907 · 1908 · 1909 · 1910 · 1911 · 1912 · 1913 · 1914 · Eerste Wereldoorlog · 1920 · 1921 · 1922 · 1923 · 1924 · 1925 · 1926 · 1927 · 1928 · 1929 · 1930 · 1931 · 1932 · 1933 · 1934 · 1935 · 1936 · 1937 · 1938 · 1939 · Tweede Wereldoorlog · 1947 · 1948 · 1949 · 1950 ·1951 · 1952 · 1953 · 1954 · 1955 · 1956 · 1957 · 1958 · 1959 · 1960 · 1961 · 1962 · 1963 · 1964 · 1965 · 1966 · 1967 · 1968 · 1969 · 1970 · 1971 · 1972 · 1973 · 1974 · 1975 · 1976 · 1977 · 1978 · 1979 · 1980 · 1981 · 1982 · 1983 · 1984 · 1985 · 1986 · 1987 · 1988 · 1989 · 1990 · 1991 · 1992 · 1993 · 1994 · 1995 · 1996 · 1997 · 1998 · 1999 · 2000 · 2002 · 2003 · 2004 · 2005 · 2006 · 2007 · 2008 · 2009 · 2010 · 2011 · 2012 · 2013 · 2014